# Medvědí vrch (Lužické hory)
Medvědí vrch je menší z vrcholů jednoho z nižších hřbetů Lužických hor, na sever od Nového Boru v okrese Česká Lípa. Jeho výška je 665 metrů.

## Popis
Zhruba 2 km na sever od města Nový Bor je hora Klíč. Znělcový hřbet, jehož součástí je Medvědí vrch, je vzdálen asi 1 km vzdušnou čarou na severozápad, oddělen od Klíče silnicí vedoucí ze Svoru do Jedličné. Údolí s Jedličnou (kdysi samostatná část obce Polevsko), kde vede jedna z naučných stezek Lužických hor, a také zeleně značená turistická trasa z Nového Boru do Kytlice, odděluje Medvědí vrch od Medvědí hůrky (643 m) na západě.
Na hřbetu s Medvědím vrchem je o cca 50 metrů vyšší Malý Buk, který je na katastru obce Kytlice (okres Děčín), kdežto Medvědí vrch náleží ke katastru Polevsko (okres Česká Lípa). V údolí východně od popisovaného, zalesněného hřbetu je vedena trasa značená žlutě ze Svoru do Kytlice. Žádná z turistických tras k vrcholu nevede.